# Amerikaanse mini-ezel

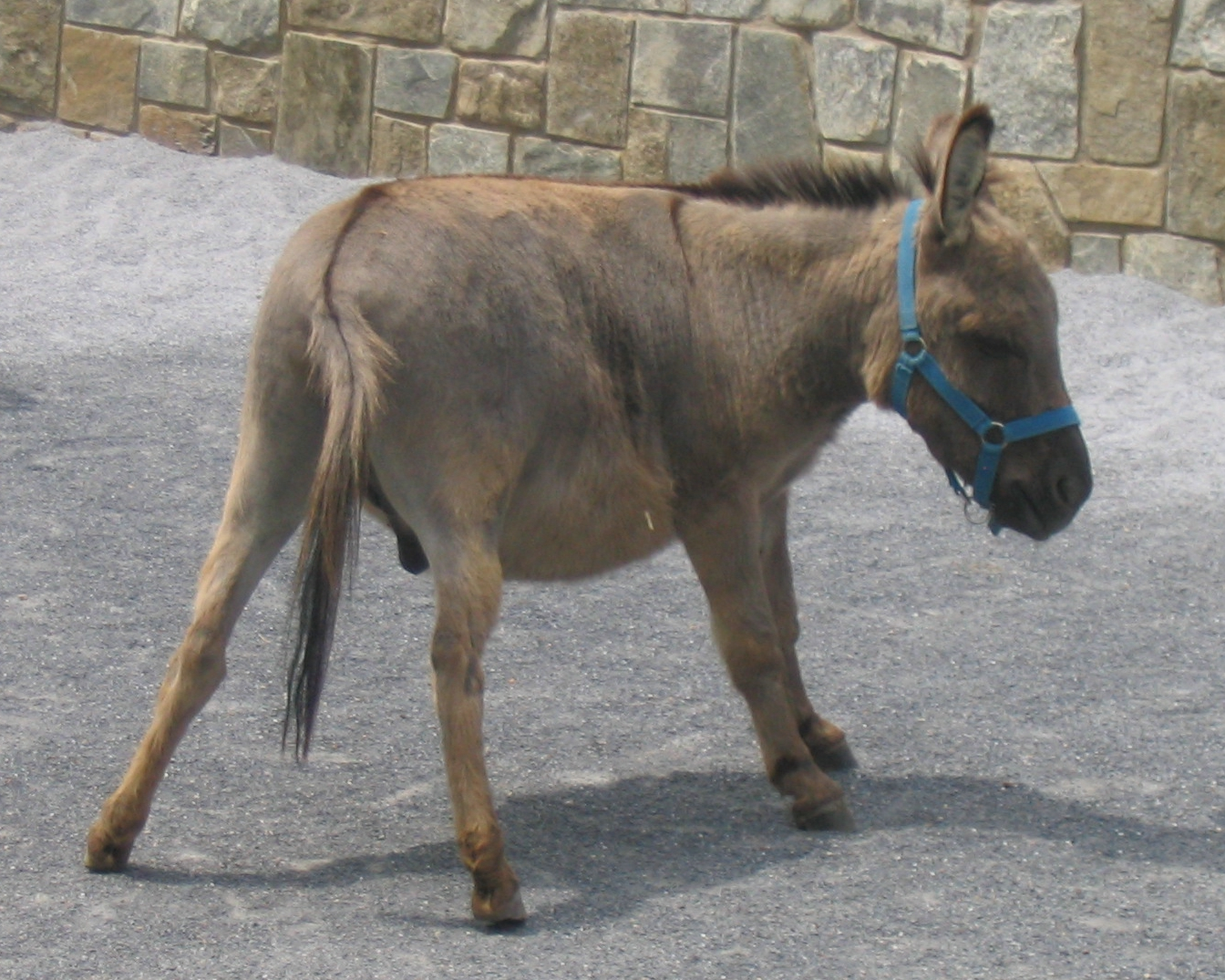
Een Amerikaanse mini-ezel in de Smithsonian Zoo van Washington D.C.

De Amerikaanse mini-ezel (Engels: American (Mediterranean) Miniature donkey) is de Amerikaanse variant van de Mediterraanse mini-ezel.  

## Geschiedenis
Dwergezels komen van oudsher op de Italiaanse eilanden Sardinië en Sicilië voor, waar ze als lastdier gebruikt werden. De kleine ezels waren goed aangepast aan het bergachtige gebied en de smalle straatjes. In de loop van de twintigste eeuw werden de ezels op de eilanden verdrongen door machines en voertuigen. 
De Amerikaanse beurshandelaar Robert Green kreeg tijdens een bezoek aan Europa in 1929 de mini-ezel in het oog. Hij was weg van deze kleine dieren en besloot er een aantal naar Amerika te laten verschepen. Later volgden meer Amerikanen die mini-ezels naar de VS importeerden, en zo ontstond een opkomende fokkerij.  
De dwergezel werd vooral selectief gefokt op een kleine maat en een vriendelijk karakter. Om wat meer kleur in de oorspronkelijk vooral grijs-bruine populatie te verkrijgen, werden andere ezelrassen ingekruist.
Tegenwoordig is de oorspronkelijke Mediterraanse dwergezel zo goed als verdwenen, doordat men de mini-ezel heeft vermengd met grotere ezels. Nagenoeg alle huidige mini-ezels stammen af van de Amerikaanse fokkerij. 

## Karakteristiek
Samen met de Standard donkey (Amerikaanse versie van de huisezel of gewone ezel) en de Mammoth Jackstock vallen ze onder de rasgroep North-American donkeys. 
Volwassen dwergezels hebben een maximale schofthoogte van 91 cm.
Abessijnse ezel ·
Albanese ezel ·
Algerijn ·
Amerikaanse mini-ezel ·
Amiata ·
Anatolische ezel ·
Andalusische ezel ·
Ane Gascogne ·
Arcadische ezel ·
Argentato di Sologno ·
Asinara ·
Asino Sardo ·
Asno Balear ·
Asno de las Encartaciones ·
Balkan ezel ·
Barockesel ·
Bourbonnais ·
Bulgaarse ezel ·
Burro ·
Castel Morrone ·
Catalaanse ezel ·
Corsicaanse ezel ·
Cotentin ·
Cyprus ezel ·
Dwergezel ·
Ellinikon ·
Fariñeiro ·
Graciosa ·
Grand Noir du Berry ·
Grigio Siciliano ·
Herzegovijnse ezel ·
Huisezel ·
Ierse ezel ·
Indische wilde ezel ·
Istarski Magarac ·
Karakacan ·
Kiang ·
L'Âne de L'Ile de Ré ·
Majorera ezel ·
Mallorcaanse ezel ·
Maltese ezel ·
Mammoth Jackstock ·
Martina Franca ·
Merzifon ·
Mirandese ezel ·
Mongoolse wilde ezel ·
Muildier/muilezel ·
Mula ·
Normandische ezel ·
Nubische wilde ezel ·
Onager ·
Pantelleria ·
Parlagi Szamár ·
Pantesco ·
Pega ·
Poitou-ezel ·
Ponui ·
Primorsko Dinarski Magarac ·
Provençaalse ezel ·
Pyrenese ezel ·
Ragusa ·
Romagnolo ·
Sardijnse ezel ·
Sjeverno-Jadranski Magarac ·
Somalische wilde ezel ·
Spotted donkey ·
Standard donkey ·
Thüringer Waldesel ·
Verbeterde Hongaarse ezel ·
Viterbese ·
Waalse ezel ·
Wilde ezel ·
Zamorano-Leonés ·
Zweedse ezel